# Верхньоясенівська сільська рада
| Верхньоясенівська сільська рада — орган місцевого самоврядування у Верховинському районі Івано-Франківської області з адміністративним центром у с. Верхній Ясенів. Історична дата утворення: в 1686 році.[джерело?] Івано-Франківська обласна Рада народних депутатів рішенням від 14 червня 1994 року передала село Черетів з Верхньоясенської сільради до Буковецької. Водоймища на території, підпорядкованій даній раді: річка Чорний Черемош. Сільській раді підпорядковані населені пункти: - с. Верхній Ясенів - с. Рівня |

## Склад ради
Рада складається з 16 депутатів та голови.

### Керівний склад ради
| ПІБ                       | Основні відомості                                                                     | Дата обрання | Дата звільнення |
| ------------------------- | ------------------------------------------------------------------------------------- | ------------ | --------------- |
| Боднарук Михайло Іванович | Сільський голова, 1951 року народження, освіта, член Української Народної Партії      | 26.03.2006   | 31.10.2010      |
| Мартищук Дмитро Дмитрович | Сільський голова, 1964 року народження, освіта вища, член Української Народної Партії | 31.10.2010   |                 |

Примітка: таблиця складена за даними джерела

## Населення
Згідно з переписом УРСР 1989 року чисельність наявного населення сільської ради становила 2658 осіб, з яких 1240 чоловіків та 1418 жінок.
За переписом населення України 2001 року в сільській раді мешкало 1758 осіб.

### Мова
Розподіл населення за рідною мовою за даними перепису 2001 року:
| Мова       | Відсоток |
| ---------- | -------- |
| українська | 99,83 %  |
| російська  | 0,17 %   |